# 皎班山
皎班山是緬甸欽邦的一座山峰，皎班山在庫米語中稱為「基莫山」（ကီမိုတောင်），而繆語則稱其為「基馬山」（ကီမာတောင်），馬圖語稱之為「基莫莫山」（ကီးမိုမိုတောင်），達艾語稱為「基斯馬山」（ကြစ်မတောင်），若開語也稱之為「欽馬班山」（ချင်းမပန်းတောင်း）。皎班山位於欽邦南部，距離百力瓦20英里，發源於皎班山的百力查翁河在百力瓦注入加拉丹河，從百力瓦東望可見灰藍色的皎班山。皎班山方圓15英里，山頂是一塊長近兩英里的岩石露頭，形狀像新月或字母「D」，四周是懸崖峭壁，兩側高中間低，西側最高海拔4,269英尺（1,301米），東側最高海拔3,373英尺（1,028米）。
百力瓦到薩米的公路繞山而過，從薩米上山有三條路線，需沿米昌河上行至東麓。皎班山有三個登山營地：Yae Aye營地、Taung Seik營地和Kauk Roe Pin營地，從山腳出發徒步12英里即可到達位於山頂的Yae Aye營地，營地地面鋪滿了礫石，這裡有一個泉池，還有一座小佛塔和一個十字架，繼續往西走就會到達Taung Seik營地，營地周圍長滿了高高的草叢，從Taung Seik營地繼續走就會到達Kauk Roe Pin營地，營地周圍有繁茂的蘭花等花卉。山頂除了日出、日落和雲海外還能看到孟加拉灣，也可遠眺位於皎道東南部的皎道山佛塔。面積130.6平方公里的皎班山野生動物保護區成立於2013年6月17日，保護野山羊、麂、水鹿、豹、虎、豹貓、野豬等動物。